# 拉脱维亚的百科全书
拉脱维亚的百科全书是自18世纪以来在拉脱维亚境内或关于拉脱维亚出版的百科全书版本。

## 拉脱维亚语通用百科全书
自1774年至1796年，拉脱维亚的第一部自然科学百科全书在艾兹普泰和叶尔加瓦出版了总共25章。这本书被称为一本来自世界和自然的高等智慧之书其中于1774和1776年出版的版本的主编是戈塔尔德斯·弗里德里希斯·斯滕德尔斯，而在1796年出版的版本的撰写者是他的儿子阿莱克桑德尔斯·约翰内斯·斯滕德尔斯。
而到了1891年至1898年拉脱维亚语的第一部通用百科全书以“对话词典”的名义在叶尔加瓦出版，分为两卷，共27册。它由教师兼语言学家叶卡布斯·德拉韦涅克斯（第1-25册）和因德里斯·阿伦南斯（第26-27册）出版，但由于缺乏资金，这部百科全书于1898年停止出版。其中在1903至1921年的版本为“Kristjans”。2008年，第二本拉脱维亚语“对话词典”在里加出版，共四卷99册，由里加拉脱维亚学会知识委员会出版。
1927年至1940年，在安莎·古尔布娅的监督下，他出版了内容非常丰富的《拉脱维亚语会话词典》，共21卷168册，但由于拉脱维亚被占领而最终停止出版。同时，在1932-1936年，格拉马图·德劳加还出版了《拉脱维亚小百科》共一卷。
1950年至1956年，流亡海外的拉脱维亚人在斯德哥尔摩出版社“三颗星”出版了由阿尔韦德斯·史瓦贝主编编纂的《拉脱维亚人百科》，共三卷，第四卷1962年增补。
1967年至1970年，拉脱维亚苏维埃社会主义共和国科学院出版了5万册《拉脱维亚苏维埃社会主义共和国小百科全书》，分三册12175页。1972年又增发了按字母顺序排列的人物索引。1981-1988年《拉脱维亚苏联百科全书》出版了10卷，其中有一卷是关于拉脱维亚的，还有一卷是人名和地名索引。
2002年至2009年《拉脱维亚百科全书》由瓦列里斯·贝洛科尼斯出版社出版，共五册，收录了与拉脱维亚有关的文章。